# Manuel Raul
Manuel Raul ou Rales (em grego: Μανουήλ Ῥαούλ ou Ῥάλης; romaniz.: Manouél Raouúl ou Rháles; fl. c. 1355–69) foi um oficial bizantino conhecido através de sua correspondência sobrevivente com figuras seniores de seu tempo.

## Vida

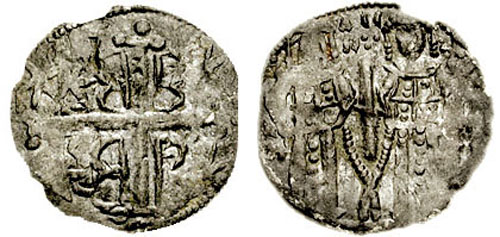
Tornês de (r. 1341-1376; 1379-1391) e r.

Nascido possivelmente em Mistras, cresceu e foi educado em Salonica. Ele então serviu como oficial (gramático) na administração do Despotado da Moreia sob o déspota Manuel Cantacuzeno até sua combalida visão fazê-lo renunciar em ca. 1362. Ele teve um filho chamado Nicéforo. Doze de suas cartas sobreviventes, três das quais são endereçadas ao imperador João VI Cantacuzeno, e o resto para outros oficiais, literatos, e um abade.
Segundo o Dicionário da Oxford de Bizâncio, "muitas das cartas são bastante convencionais nos assuntos, mas eles fornecem alguma informação prosopográfica e detalhes interessantes da vida cotidiana no Peloponeso do século XIV, incluindo a praga de 1361-62, a captura de um amigo por bandidos, e a queda de um cavalo que fez-o coxo e impediu-o de pagar seus respeitos ao imperador".